# Domninos de Larissa
Domninos de Larissa (en grec, Δομνῖνος) , souvent latinisé en Domninus (420 en Syrie - environ 480) est un mathématicien et philosophe helléniste juif syrien.

## Biographie
Domninos de Larissa était, en même temps que Proclos, un élève de Syrianos.
Domninos aurait dévié des doctrines de Platon en les mélangeant avec ses opinions personnelles. Ses interprétations des principes de Platon l’opposaient à Proclos qui concevait ses déclarations comme une traitrise aux principes véritables du platonisme.
Marinos de Néapolis écrit à propos de la rivalité entre Domninos et Proclos sur la façon dont l'œuvre de Platon doit être interprétée :
[Syrianos] ... leur offrit de discourir sur les écrits orphiques et les Oracles Chaldaïques, mais Domninos voulait l'orphisme, Proclos les oracles, et ils n'avaient toujours pas convenu d’un accord lors de la mort de Syrianos....
L'Académie d'Athènes choisit alors l’interprétation de Proclos plutôt que celle de Domninos, et Proclos prit la tête de l'Académie. Après la promotion de Proclos, Domninos partit d’Athènes et retourna à Larissa.
On raconte qu’alors que Domninos était malade et toussait du sang, il se mit à manger de grandes quantités de viande de porc, en dépit du fait qu'il était juif, parce qu'un médecin lui avait prescrit ce traitement.
On dit aussi qu'il aurait enseigné à Asclépiodote d'Alexandrie, jusqu'à ce que ce dernier soit devenu si instruit, que Domninos ne l'a plus admis en sa compagnie.

## Travaux
Domninos est connu comme l'auteur d'un Manuel d'introduction à l'arithmétique (en grec, Ἐγχειρίδιον ἀριθμητικῆς εἰσαγωγῆς), qui a été édité par Boissonade et au sujet duquel le mathématicien et historien des sciences français Paul Tannery a écrit deux articles. Le Manuel d'introduction à l'arithmétique est un ouvrage concis et bien agencé de la théorie des nombres. L'ouvrage porte sur les nombres, les proportions et les moyennes. Il est intéressant en tangt que réaction contre L'introduction à l'arithmétique (Arithmetica introductio) de Nicomaque et retour à la doctrine d'Euclide,,.
Un autre traité arithmétique intitulé Comment un rapport peut être retiré d'un rapport (en grec, Πῶς ἔστι λόγον ἐκ λόγου ἀφελεῖν ), qui étudie la transformation des rapports, est également attribué, sans absolue certitude à  Domninus. À la fin de son Manuel d'introduction à l'arithmétique, Domninos annonce  un ouvrage intitulé Éléments d'arithmétique, dont on ne sait s'il l'a jamais écrit,,.